# Sylvie Datty
Sylvie Datty-Ngonga Tara-Agoue (ur. 30 maja 1988) – środkowoafrykańska zapaśniczka walcząca w stylu wolnym. Olimpijka z Londynu 2012, gdzie zajęła dwudzieste miejsce w kategorii 63 kg.
Zajęła 33 miejsce na mistrzostwach świata w 2011. Wicemistrzyni Afryki w 2011 roku.